# August Wengberg
Per August Wengberg i riksdagen kallad Wengberg i Ystad, född 8 januari 1822 i Ängelholm, död 18 juni 1885 i Ystad, var en svensk häradshövding och riksdagsman.
Wengberg var häradshövding i Vemmenhögs, Ljunits och Herrestads domsaga från 1865. Som riksdagsman var han ledamot av andra kammaren. I riksdagen skrev han 2 egna motioner. En om anslag till läroverket i Trelleborg och en om ändring av läroverksstadgan.